# Slättaröd
Slättaröd är en ort i nordvästra Skåne nära Torekov i Torekovs socken på Bjärehalvön i Båstads kommun. Från 2015 till 2020 avgränsade SCB här en småort.